# Puente del Arzobispado
El puente del Arzobispado (del francés: Pont de l'Archevêché) es un puente parisino sobre el río Sena que une el IV Distrito con el V Distrito a la altura de la Isla de la Cité. 
En 1999, quedó incluido dentro de la delimitación del ámbito de Riberas del Sena en París, bien declarado patrimonio de la Humanidad por la Unesco.

## Historia
El puente debe su nombre al arzobispado situado muy cerca de la Catedral de Nuestra Señora. Este edificio fue sin embargo destruido y saqueado durante las revueltas anticlericales que tuvieron lugar el 14 y 15 de febrero de 1831.
Fue construido en 1828 por el ingeniero Plouard.

## Características
El puente mide 68 metros de largo y 11 metros de ancho, lo que le convierte en el puente más estrecho sobre el río Sena. Se compone de 3 arcos de piedra de 15, 17 y 15 metros de apertura. La estrechez de sus arcos generó problemas al tráfico fluvial, sin embargo en 1910 se decidió no alterar su estructura a pesar de ello.